# Arvi Tervalampi
Arvi Tervalampi (ur. 3 września 1928 w Kiemie, zm. 16 stycznia 2005 w Szwecji) – fiński jeździec.
W 1956 wystartował na igrzyskach olimpijskich w indywidualnych i drużynowych skokach przez przeszkody, jednakże nie ukończył ani jednej, ani drugiej konkurencji. W 1957 został mistrzem Finlandii w indywidualnych skokach przez przeszkody.
W latach 1976–1997 był przewodniczącym Ruotsinsuomalaisten keskusliitto. Zmarł 16 stycznia 2005. Został pochowany 4 marca 2005 na Östra Kyrkogården w Karlskodze.